# Henri Davids
Henry Davids (ur. 30 stycznia 1873 w Brukseli, zm. 16 lutego 1950 w Chipperfield) – brytyjski szermierz, członek brytyjskiej drużyny olimpijskiej w 1908 roku.